# Березинка (река)
Березинка — река в Тульской и Московской областях России, левый приток реки Осётр.
Бассейн реки один из наименее заселённых из притоков Осетра. Исток в Тульской области около деревни Козловка. На реке стоят деревни Игумново, Тюнеж, Новосёлки, станция Узуново.
Длина — 39 км, площадь водосборного бассейна — 366 км². Устье реки находится в 128 км по левому берегу реки Осётр. Равнинного типа. Питание преимущественно снеговое. Березинка замерзает в ноябре — начале декабря, вскрывается в конце марта — апреле. Притоки — Турейка и Истоминка.

## Данные водного реестра
- Бассейновый округ — Окский;
- Речной бассейн — Ока;
- Речной подбассейн — бассейны притоков Оки до впадения Мокши;
- Водохозяйственный участок — Ока от города Каширы до города Коломны, без реки Москвы[3].